# 工件
工件（制件、作件、课件、五金件），是制作机械时的一些部件。它可以是单一零件，也可以是数个零件的组合体。工件这个名称最早见于：C·H·柯热夫尼柯夫著作的《机构》。